# Municipio de Abbotts Creek (condado de Davidson)
El municipio de Abbotts Creek (en inglés: Abbotts Creek Township) es un municipio ubicado en el  condado de Davidson en el estado estadounidense de Carolina del Norte. En el año 2010 tenía una población de 12.846 habitantes.

## Geografía
El municipio de Abbotts Creek se encuentra ubicado en las coordenadas 35°59′40.85″N 80°2′25.61″O / 35.9946806, -80.0404472.